# Aartal-Kaserne
Die Aartal-Kaserne war ein Standort der Bundeswehr und der US Army im mittelhessischen Herborn-Seelbach in den Jahren von 1966 bis 1993.

## Geschichte
Im März 1962 hatte der damalige Verteidigungsminister Franz Josef Strauß entschieden, in der Nähe der mittelhessischen Stadt Herborn einen Bundeswehrstandort zum Schutz des Sondermunitionslagers Bellersdorf zu errichten, an dem sowohl deutsche als auch US-amerikanische Soldaten untergebracht werden sollten. Als Standort wurde dann die damalige Gemeinde Herbornseelbach ausgewählt.
Die ersten Soldaten zogen im Mai 1966 in die neue, noch nicht ganz fertiggestellte Kaserne ein. Es waren Voraus-Soldaten des Transportbataillons für Sonderwaffen SW 83 und die Fernspähkompanie 300. Die offizielle Standortübergabe erfolgte am 6. September 1967.
Am 30. September 1993 wurde die Aartal-Kaserne geschlossen.

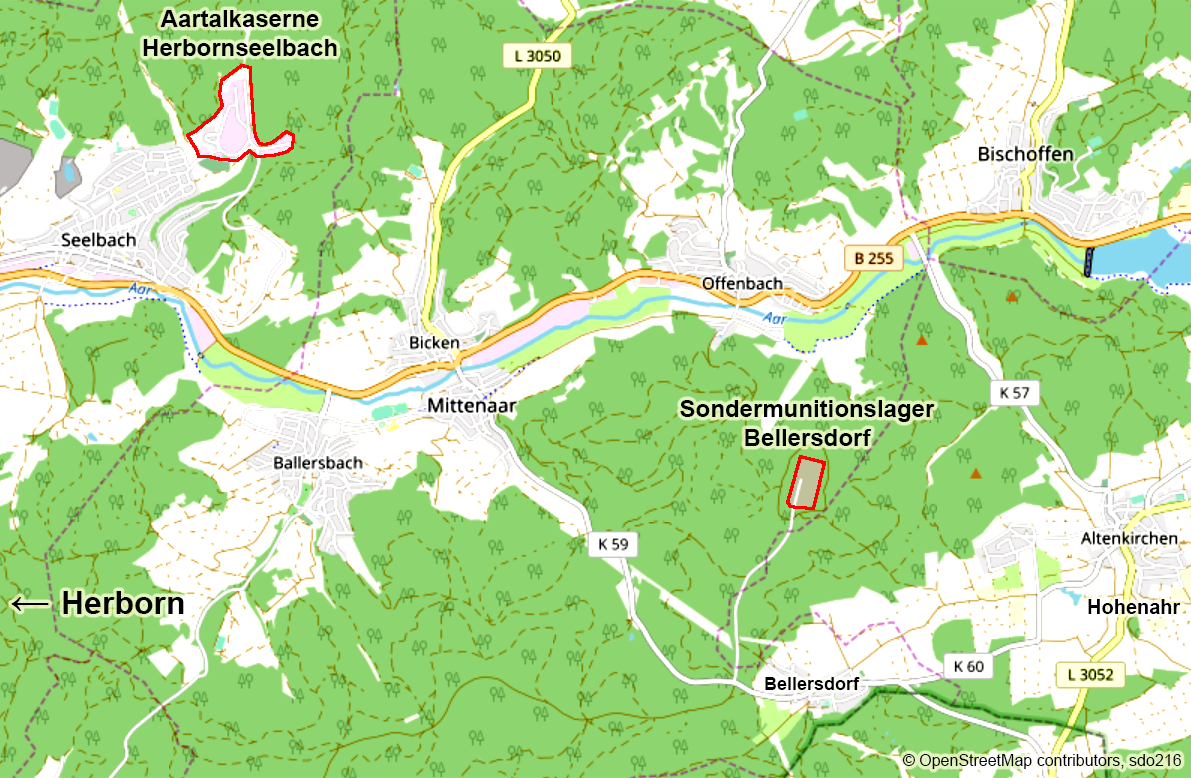
Lage der Aartal-Kaserne und des 5 km entfernten Sondermunitionslagers

## Stationierte Truppen
Die 557th U.S. Army Artillery Group kam ursprünglich aus Camp Gruber, Oklahoma, wo sie 1943 ins Leben gerufen worden war. Zwischendurch in den Vereinigten Staaten außer Dienst gestellt, wurde sie im Juli 1952 als Headquarters and Headquarters Battery, 557th Field Artillery Missile Battalion, offiziell der Army zugeteilt. 1955 wurde das Bataillon für Corporal-Raketen zuständig (Fort Bliss, Texas) als 557th Field Artillery Missile Battalion (Corporal). Deaktiviert in Deutschland 1958 und als Artillery Group neu zusammengestellt wurde die Einheit 1963 und 1965 in Fort Sill, Oklahoma, stationiert. Im Dezember 1965 bekam die 557th U.S. Army Artillery Group die Aufgabe des Special Ammunition Support Command in Germany. Bis zu ihrer Auflösung im Juni 1992 war die 557. dann in Herbornseelbach.
Die Historie der 96th Ordnance Company reicht zurück bis in den August 1914 in Fort Hancock, Georgia. Im Zweiten Weltkrieg war die Einheit im Pazifik im Einsatz. 1948 wurde sie auf Hawaii außer Dienst gestellt, von 1952 bis 1957 war sie auf den White Sands Proving Grounds (New Mexico) aktiv und 1959 wurde sie als Sonderwaffeneinheit wieder in Dienst gestellt. 1966 wurde der Truppenteil nach Deutschland verlegt und der 548th U.S. Army Artillery Group zugewiesen. Auch sie wurde im Juni 1992 außer Dienst gestellt.
Der Auftrag des deutschen Nachschubbataillons Sw (Sonderwaffen) 320 bestand darin, aus dem Depot den Truppenteilen des III. Korps die atomare Sondermunition zuzuführen und die Bewachung des Lagers im Wald bei Bellersdorf sicherzustellen.

## Anlage
Die Aartal-Kaserne bestand aus zwei Teilen, dem deutschen im Westen und dem amerikanischen im Osten. Unter der Kaserne befindet sich noch heute eine große Bunkeranlage. Für die Soldaten und deren Familien wurde in den 1960er Jahren eine neue Wohnsiedlung aus Mehrfamilien- und Reihenhäusern zwischen Aartal-Kaserne und Herborn-Seelbach errichtet. Zudem gab es eine amerikanische Schule.
Heute wird die ehemalige Kaserne als Gewerbe- und Wohngebiet genutzt.